# Paspalum parviflorum
Paspalum parviflorum är en gräsart som beskrevs av Johann Gottlieb Rhode och Johannes Flüggé. Paspalum parviflorum ingår i släktet tvillinghirser, och familjen gräs. Inga underarter finns listade i Catalogue of Life.